# 쓰시마촌 (후쿠시마현)
쓰시마촌(津島村)은 후쿠시마현 후타바군에 일찍이 존재했던 촌이다. 1956년 5월 1일 쓰시마촌 및 나미에정, 오보리촌, 가리노촌 등 4개 정·촌이 합병하여 나미에정이 신설되고 폐지되었다. 후타바군 나미에정 서부가 쓰시마촌이 있던 곳이다.

## 역사
- 1889년 4월 1일 - 정촌제 시행에 의해 6촌이 합병해 시네하군 쓰시마촌이 성립하였다.
- 1896년 4월 1일 - 시네하군과 나라하군이 합병해 후타바군이 성립하여, 후타바군 쓰시마촌이 되었다.
- 1956년 5월 1일 - 쓰시마촌 및 나미에정, 오보리촌, 가리노촌 등 4개 정·촌이 합병하여 나미에정이 신설되고, 쓰시마촌 등은 폐지되었다.

## 참고 문헌
- 『浪江町史』（福島県双葉郡浪江町、1974）
- 『浪江町近代百年史』第一集（浪江町郷土史研究会、1984）